# Copris sphaeropterus
Espèce
Statut de conservation UICN

CRB2ab(iii) : 
En danger critique
Copris sphaeropterus est une espèce de coléoptères de la famille des Scarabaeidae.

## Répartition
Ce coléoptère est endémique d'Afrique du Sud.

## Description
L'holotype de Copris sphaeropterus mesure 22 mm de longueur. Son corps est noir brillant et sa tête présente une corne allongée.

## Systématique
Le nom valide complet (avec auteur) de ce taxon est Copris sphaeropterus Harold (d), 1877,.

### Publication originale
- (la) E. Harold, « Coleopterorum Species novae », Mittheilungen des Münchener Entomologischen Vereins, Munich, vol. 1,‎ 1877, p. 97-111 (lire en ligne, consulté le 27 septembre 2024).